# Котлы (станция)
Котлы́ (Котлы-1) — узловая станция Октябрьской железной дороги в Кингисеппском районе Ленинградской области на линии Калище — Веймарн. Расположена в посёлке при железнодорожной станции Котлы у деревни Котлы. От станции отходит железнодорожная линия на Усть-Лугу и железнодорожный узел морского порта Усть-Луга.
С 1 июня 2009 года через станцию не ходят пассажирские поезда.
До 1917 рядом со станцией находилось имение графа Сиверса, предводителя дворянства СПб губернии.